# Kirgizisztán a 2012. évi nyári olimpiai játékokon
Kirgizisztán a nagy-britanniai Londonban megrendezett 2012. évi nyári olimpiai játékok egyik részt vevő nemzete volt. Az országot az olimpián 8 sportágban 14 sportoló képviselte, akik érmet nem szereztek.

## Atlétika
Férfi
| Versenyző        | Versenyszám | Előfutam | Előfutam | Előfutam | Elődöntő | Elődöntő | Elődöntő | Döntő   | Döntő    |
| Versenyző        | Versenyszám | Idő      | Hely.    | Össz.    | Idő      | Hely.    | Össz.    | Idő     | Helyezés |
| ---------------- | ----------- | -------- | -------- | -------- | -------- | -------- | -------- | ------- | -------- |
| Jerzsan Aszkarov | 800 m       | 1:59,56  | 8.       | 52.      | kiesett  | kiesett  | kiesett  | kiesett | kiesett  |

Női
| Versenyző                 | Versenyszám | Eredmény | Helyezés |
| ------------------------- | ----------- | -------- | -------- |
| Julija Arhipova-Andrejeva | Maraton     | 2:36:01  | 60.      |

## Birkózás

### Férfi
Kötöttfogású
| Versenyző        | Versenyszám | Selejtező         | Nyolcaddöntő                          | Negyeddöntő       | Elődöntő          | Vigaszág első kör | Vigaszág elődöntő                     | Bronz- mérkőzés   | Döntő             | Helyezés |
| Versenyző        | Versenyszám | Ellenfél Eredmény | Ellenfél Eredmény                     | Ellenfél Eredmény | Ellenfél Eredmény | Ellenfél Eredmény | Ellenfél Eredmény                     | Ellenfél Eredmény | Ellenfél Eredmény | Helyezés |
| ---------------- | ----------- | ----------------- | ------------------------------------- | ----------------- | ----------------- | ----------------- | ------------------------------------- | ----------------- | ----------------- | -------- |
| Arszen Eralijev  | 55 kg       | erőnyerő          | Hamid Szórján (IRI) · 0–4, 2–0, 1–2   |                   |                   |                   | Módos Péter (HUN) · 0–1, 0–2          | kiesett           |                   | 11.      |
| Danyijar Kobonov | 74 kg       | erőnyerő          | Arszen Dzsulfalakjan (ARM) · 0–1, 0–1 |                   |                   |                   | Aljakszandr Kikinyov (BLR) · 0–1, 0–2 | kiesett           |                   | 17.      |

Szabadfogású
| Versenyző        | Versenyszám | Selejtező                          | Nyolcaddöntő                    | Negyeddöntő                   | Elődöntő          | Vigaszág első kör | Vigaszág elődöntő | Bronz- mérkőzés   | Döntő             | Helyezés |
| Versenyző        | Versenyszám | Ellenfél Eredmény                  | Ellenfél Eredmény               | Ellenfél Eredmény             | Ellenfél Eredmény | Ellenfél Eredmény | Ellenfél Eredmény | Ellenfél Eredmény | Ellenfél Eredmény | Helyezés |
| ---------------- | ----------- | ---------------------------------- | ------------------------------- | ----------------------------- | ----------------- | ----------------- | ----------------- | ----------------- | ----------------- | -------- |
| Magomed Muszajev | 96 kg       | Serhat Balcı (TUR) · 0–1, 1–0, 2–0 | Iszokava Takao (JPN) · 1–0, 2–1 | Reza Jazdáni (IRI) · 0–2, 2–4 | kiesett           |                   |                   |                   |                   | 7.       |

### Női
Szabadfogású
| Versenyző           | Versenyszám | Selejtező         | Nyolcaddöntő                     | Negyeddöntő       | Elődöntő          | Vigaszág első kör | Vigaszág elődöntő | Bronz- mérkőzés   | Döntő             | Helyezés |
| Versenyző           | Versenyszám | Ellenfél Eredmény | Ellenfél Eredmény                | Ellenfél Eredmény | Ellenfél Eredmény | Ellenfél Eredmény | Ellenfél Eredmény | Ellenfél Eredmény | Ellenfél Eredmény | Helyezés |
| ------------------- | ----------- | ----------------- | -------------------------------- | ----------------- | ----------------- | ----------------- | ----------------- | ----------------- | ----------------- | -------- |
| Ajszuluu Tinibekova | 63 kg       | erőnyerő          | Henna Johansson (SWE) · 2–3, 0–2 | kiesett           | kiesett           |                   |                   |                   |                   | 13.      |

## Cselgáncs
Férfi
| Versenyző         | Versenyszám | Selejtező         | 32-es főtábla                           | Nyolcaddöntő      | Negyeddöntő       | Elődöntő          | Vigaszág elődöntő | Bronz- mérkőzés   | Döntő             | Helyezés |
| Versenyző         | Versenyszám | Ellenfél Eredmény | Ellenfél Eredmény                       | Ellenfél Eredmény | Ellenfél Eredmény | Ellenfél Eredmény | Ellenfél Eredmény | Ellenfél Eredmény | Ellenfél Eredmény | Helyezés |
| ----------------- | ----------- | ----------------- | --------------------------------------- | ----------------- | ----------------- | ----------------- | ----------------- | ----------------- | ----------------- | -------- |
| Csingiz Mamedov   | Középsúly   |                   | Nisijama Maszasi (JPN) · 000(0)–011(0)  | kiesett           | kiesett           | kiesett           |                   |                   |                   | 17.      |
| Jurij Krakoveckij | Nehézsúly   |                   | Vlăduț Simionescu (ROU) · 000(1)–100(1) | kiesett           | kiesett           | kiesett           |                   |                   |                   | 17.      |

## Sportlövészet
Férfi
| Versenyző         | Versenyszám           | Selejtező | Selejtező | Döntő   | Döntő    |
| Versenyző         | Versenyszám           | Pont      | Helyezés  | Pont    | Helyezés |
| ----------------- | --------------------- | --------- | --------- | ------- | -------- |
| Ruszlan Iszmailov | Légpuska              | 593       | 21.       | kiesett | kiesett  |
| Ruszlan Iszmailov | Sportpuska, összetett | 1146      | 40.       | kiesett | kiesett  |

## Súlyemelés
Férfi
| Versenyző           | Versenyszám | Szakítás | Szakítás | Lökés                    | Lökés                    | Összesen | Helyezés |
| Versenyző           | Versenyszám | Eredmény | Helyezés | Eredmény                 | Helyezés                 | Összesen | Helyezés |
| ------------------- | ----------- | -------- | -------- | ------------------------ | ------------------------ | -------- | -------- |
| Bekzat Oszmonalijev | 56 kg       | 127      | 3.       | érvényes kísérlet nélkül | érvényes kísérlet nélkül | kiesett  | kiesett  |

## Taekwondo
Férfi
| Versenyző       | Versenyszám | Nyolcaddöntő                | Negyeddöntő       | Elődöntő          | Vigaszág elődöntő | Bronz- mérkőzés   | Döntő             | Helyezés |
| Versenyző       | Versenyszám | Ellenfél Eredmény           | Ellenfél Eredmény | Ellenfél Eredmény | Ellenfél Eredmény | Ellenfél Eredmény | Ellenfél Eredmény | Helyezés |
| --------------- | ----------- | --------------------------- | ----------------- | ----------------- | ----------------- | ----------------- | ----------------- | -------- |
| Raszul Abduraim | Váltósúly   | Mauro Sarmiento (ITA) · 1–5 | kiesett           | kiesett           |                   |                   |                   | 11.      |

## Úszás
Férfi
| Versenyző            | Versenyszám | Előfutam | Előfutam | Előfutam | Elődöntő | Elődöntő | Elődöntő | Döntő   | Döntő    |
| Versenyző            | Versenyszám | Idő      | Hely.    | Össz.    | Idő      | Hely.    | Össz.    | Idő     | Helyezés |
| -------------------- | ----------- | -------- | -------- | -------- | -------- | -------- | -------- | ------- | -------- |
| Dmitrij Alekszandrov | 200 m mell  | 2:17,92  | 2.       | 32.      | kiesett  | kiesett  | kiesett  | kiesett | kiesett  |

Női
| Versenyző      | Versenyszám | Előfutam | Előfutam | Előfutam | Elődöntő | Elődöntő | Elődöntő | Döntő   | Döntő    |
| Versenyző      | Versenyszám | Idő      | Hely.    | Össz.    | Idő      | Hely.    | Össz.    | Idő     | Helyezés |
| -------------- | ----------- | -------- | -------- | -------- | -------- | -------- | -------- | ------- | -------- |
| Darja Talanova | 200 m mell  | 2:38,01  | 3.       | 34.      | kiesett  | kiesett  | kiesett  | kiesett | kiesett  |

## Vitorlázás
Férfi
| Versenyző      | Versenyszám | Futam | Futam | Futam | Futam | Futam | Futam | Futam | Futam | Futam | Futam | Futam   | Pontszám | Helyezés |
| Versenyző      | Versenyszám | 1     | 2     | 3     | 4     | 5     | 6     | 7     | 8     | 9     | 10    | É       | Pontszám | Helyezés |
| -------------- | ----------- | ----- | ----- | ----- | ----- | ----- | ----- | ----- | ----- | ----- | ----- | ------- | -------- | -------- |
| Ilja Ignatyjev | Laser       | (49)  | 49    | 49    | 48    | 48    | 48    | 38    | 47    | 46    | 49    | kiesett | 422      | 49.      |